# قلعة فلج المعلا
 قلعة فلج المعلا  قلعة مشهورة تقع في منطقة فلج المعلا تابعة تابعة لإمارة أم القيوين في دولة الإمارات العربية المتحدة.
لقد شيد القلعة شُيد في عام 1800م تقريباً في عهد الشيخ عبد الله بن راشد المعلا الأول الذي حكم إمارة أم القيوين من 1800 - 1853 م، يتكون حصن فلج المعلا من بناء مربع الشكل ذي برجين، أحدهما في الجهة الشمالية الشرقية، والآخر في الجهة الجنوبية الغربية، وبداخله مجلس كبير للحاكم، وتطل ردهاته على فناء داخلي، وبه العديد من أبراج المراقبة وتكمن أهميته في حماية الجهة الشمالية والبرية لإمارة أم القيوين. وقد بنيت القلعة من حجارة الوادي والجص كمادة لاصقة. كما يُتبع هذا الحصن بمسجد فلج المعلا الذي كانت تقام فيه الشعائر الدينية. بالإضافة إلى أن هناك عدد خمسة أبراج شُيدت كذلك في عهد الشيخ عبد الله بن راشد الأول، وتمتد هذه الأبراج على طول الخط البري لمدينة فلج المعلا، وتكمن أهمية هذه الأبراج في المراقبة ودرء وصد الأخطار في حالة وقوع أي اعتداء على حصن فلج المعلا والمدينة براً وبحراً. ومن هذه الأبراج : أبراج الشريعة، برج حليس والشمالي، الصنابي، الوسطاني، ابن بلاشة. في سنة 2015 تم ترميم قلعة فلج المعلا وعمل متحف خاص في القلعة يحكي سيرة الأجداد وماضي الحصن والمنطقة وإضافة الكثير من المحلات فيه وقام صاحب السمو الشيخ سعود بن راشد المعلا حاكم أم القيوين بافتتاح الحصن بتاريخ 01/12/2015 بحضور عدد كبير من الشخصيات الهامة وأهل المنطقة والزوار.

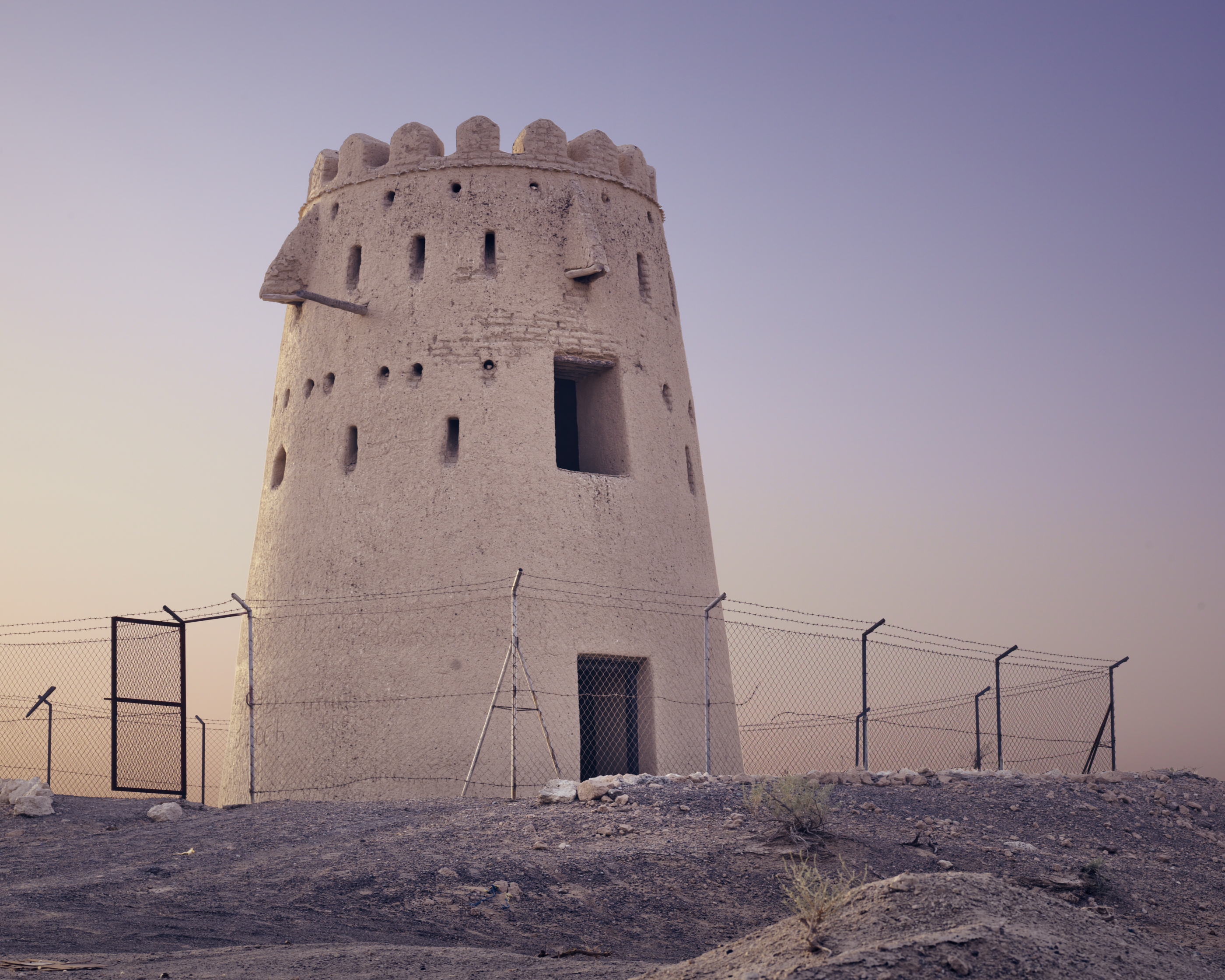
حصن فلج المعلا

## أقسام ومرافق القلعة
يشمل المتحف على مجموعة من الأقسام والمرافق ومن أهمها:
- غرفة الآثار التي تحتوي على مجموعة من اللقى الأثرية التي عثر عليها في مناطق مختلفة من إمارة أم القيوين مثل تل الأبرق والدور وجزيرة الأكعاب وغيرها وتشمل هذه اللقى الأثرية مجموعة من القطع الفخارية وأدوات الصيد والتماثيل والأسلحة التي كانت تستخدم في الصيد وفي الحروب، بالإضافة لمجموعة من أدوات الزينة التي كانت تستخدمها النساء في الماضي.
- غرفة البحر التي تضم مجموعة من مجسمات السفن التي كانت تستخدم في الصيد وفي التجارة، بالإضافة إلى الأدوات التي كانت تستخدم في صيد اللؤلؤ، مثل البوصلة والفطام ومناخل صيد الؤلؤ والميزان، كما تحتوي الغرفة على مجموعة من أدوات صيد الأسماك.
- غرفة الحرف الشعبية وتضم مجموعة من الأدوات التي كانت مستخدمة في تلك الفترة مثل أدوات الخياطة والحلاقة ومجموعة من أدوات الزينة التي كانت تستخدمها النساء بالإضافة للحلي الفضية والملابس التقليدية الخاصة بالمرأة.
- المدبسة وهي المكان الذي يتم فيه استخراج الدبس من التمر، والذي كانت له أهمية غذائية كبيرة عند الأهالي، فقد كانت هذه المعامل تشيد في غرف خاصة ملحقة بالمخزن.
- قاعة السوق الشعبي التي تضم القهوة الشعبية والدكان والعطار ومحلات الأقمشة بالإضافة لمجموعة من الصور والمعدات القديمة.
- مجلس الشيخ سعود للتواصل الحضاري وهو عبارة عن مجلس خاص ملحق بالحصن قامت ببنائه دائرة السياحة والآثار في إمارة أم القيوين.
- غرفة الشيخة التي تعبر عن العادات والتقاليد العربية الأصيلة حيث تتميز هذه الغرفة بخصوصيتها وتكون معزولة عن باقي الغرف ويلحق بها مجلس النساء.